# Самі Фрей
Самі Фрей (фр. Sami Frey; повне ім'я Самюель Фрей фр. Samuel Frey; нар. 13 жовтня 1937, Париж, Франція) — французький актор.

## Біографія
Народився в Парижі. Виріс у єврейській сім'ї. Його батьки були депортовані в часи нацистської окупації Франції. Їх подальша доля невідома. Самі виховували бабуся і тітка.
В 1957 році Фрей закінчив театральні курси Рене Симона. У кіно дебютував у фільмі Робера Оссейна «Вибачте наші прогрішення». Свою першу велику роль Самі виконав у фільмі Анрі-Жоржа Клузо «Істина».
Незвичайна східна краса актора визначила його подальше акторське амплуа. Жан Азеведу у фільмі «Тереза Дескейру» та екзотичний посланець іранського шаха Бахчіарі-бей із фільму «Анжеліка і король» — одні з найуспішніших ролей актора.
Самі Фрей виконав роль Франца у фільмі Жана-Люка Годара «Банда аутсайдерів» за романом «Золото дурня». В 1972 році зіграв Давида у драмі Клода Соте «Сезар і Розалі». В 1974 зіграв Ель Мачо в проекті Душана Макавеєва «Солодкий фільм».
1987 на екрани виходить триллер Боба Рафельсона «Чорна вдова» за участю актора. В 2006 році Фрей знявся у фільмі «Режисер весіль», в якому зіграв принца де Гравіна.
Значними роботами Самі Фрея є роль Арно у біографічній драмі «В компанії Антонена Арто» та Авраама Рабіновича в телесеріалі «Війна і пам'ять».

## Вибрана фільмографія
- Вибачте наші прогрішення (1956, Робер Оссейн)
- Істина (1960, Анрі-Жорж Клузо) — Жільбер Телльє
- Сім смертних гріхів (1961, Роже Вадим) — Коханець (частина «Гордість»)
- Клео від 5 до 7 (1961, Аньєс Варда — Гробар (не вказаний у титрах)
- Нічна молодь (1961, Маріо Секуї) — Еліо
- Тереза Дескейру (1962, Жорж Франжю)
- Постійність розуму (1964, Паскуале Феста Кампаніле) — Бруно
- Банда аутсайдерів (1964, Жан-Люк Годар) — Франц
- Анжеліка і король (1966, Бернар Бордері) — Бахчіарі-Бей
- Манон 70 (1967, Жан Орель) — Історія кавалера де Гріє і Манон Леско
- Піна днів (1968, Шарль Бельмон)
- Містер Фрідом (1969, Вільям Клейн)
- Повторний шлюб (1971, Жан-Поль Рапно) — Маркіз Анрі де Геранд
- Сонце жовтого кольору  (1972, Маргеріт Дюрас)
- Сезар і Розалі (1972, Клод Соте) — Давид
- Sweet Movie (1974, Душан Макавеєв)
- Нея (1976, Неллі Каплан)
- А чому б і ні? (1977, Колін Серро)
- Послухай (1978, Уго Сантьяго) — Арно де Моле
- Сімейне життя (1984, Жак Дуайон)
- Маленька барабанщиця (1984, Джордж Рой Гілл) — Халіль
- Чорна вдова (1986, Боб Рейфелсон)
- Лапута (1987, Хельма Сандерс-Брамс)
- Філософський камінь (1988, Андре Дельво)
- Африкана (1990, Маргарет фон Тротта)
- Проти забуття (1991, Патріс Шеро)
- В компанії Антонена Арто (1993, Жерар Мордія) — Антонен Арто
- Донька Д'Артаньяна (1994, Бертран Таверньє) — Араміс
- Актори (2000, Бертран Бліє)
- Розкаяння (2002, Летіція Массон)
- Невловимий (2005, Жером Саль)
- Режисер весіль (2007, Марко Белоккьо)
- Собача ніч (2008, Вернер Шрьотер)
- Завірена копія  (2010, Аббас Кіаростамі)